# British Home Championship 1923
British Home Championship 1923 – 34. edycja turnieju piłki nożnej między reprezentacjami z Wielkiej Brytanii. Tytułu broniła, z powodzeniem, Reprezentacja Szkocji. Armia Tartanu zdobyła tym samym Mistrzostwo Brytyjskie po raz trzeci z rzędu. Królem strzelców turnieju został zdobywca czterech bramek, Szkot, Andrew Wilson.

## Turniej
| 21 października 1922 | Anglia · Chambers 66' 85' | 2 : 0(0 : 0)Raport | Irlandia | The Hawthorns, West Bromwich Widzów: 20 000 Sędzia: Alexander A. Jackson |
|                      |                           |                    |          |                                                                          |

| 3 marca 1923 | Irlandia | 0 : 1 | Szkocja · Wilson | Windsor Park, Belfast |
|              |          |       |                  |                       |

| 5 marca 1923 | Walia · Keenor · Jones | 2 : 2(2 : 1)Raport | Anglia · Chambers 36' · Watson 48' | Ninian Park, Cardiff Widzów: 12 000 Sędzia: Thomas Bryan |
|              |                        |                    |                                    |                                                          |

| 17 marca 1923 | Szkocja · Wilson | 2 : 0 | Walia | Love Street, Paisley |
|               |                  |       |       |                      |

| 14 kwietnia 1923 | Walia | 0 : 3 | Irlandia · Irvine · Gillespie | Racecourse Ground, Wrexham |
|                  |       |       |                               |                            |

| 14 kwietnia 1923 | Szkocja · Cunningham 35' · Wilson 55' | 2 : 2(1 : 2)Raport | Anglia · Kelly 31' · Watson 42' | Hampden Park, Glasgow Widzów: 71 000 Sędzia: Arthur Ward |
|                  |                                       |                    |                                 |                                                          |

## Tabela
| Msc. | Zespół   | M | W | R | P | Br+ | Br- | Pkt |
| ---- | -------- | - | - | - | - | --- | --- | --- |
| 1    | Szkocja  | 3 | 2 | 1 | 0 | 5   | 2   | 5   |
| 2    | Anglia   | 3 | 1 | 2 | 0 | 6   | 4   | 4   |
| 3    | Irlandia | 3 | 1 | 0 | 2 | 3   | 3   | 2   |
| 4    | Walia    | 3 | 0 | 1 | 2 | 2   | 7   | 1   |

SZKOCJA
 DZIEWIĘTNASTY TYTUŁ

## Strzelcy
4 gole
- Andrew Wilson

3 gole
- Henry Chambers

2 gole
- Vic Watson
- Bobby Irvine

1 gol
- Fred Keenor
- Ivor Jones
- Andy Cunningham
- Bob Kelly
- Billy Gillespie